# انور عبدالقادر
انور عبدالقادر (انگلیسی: Anouar Abdul Kader؛ زادهٔ ۱۱ ژانویهٔ ۱۹۵۳) بازیکن فوتبال اهل سوریه است.
وی به‌همراه تیم ملی فوتبال سوریه در بازی‌های المپیک تابستانی ۱۹۸۰ شرکت کرده‌است.